# ديوزو كولتشار
ديوزو كولتشار (Győző Kulcsár) هو لاعب أولمبي لرياضة مبارزة سيف الشيش من المجر. شارك في الأولمبياد الصيفي في 1964–1976، وفاز بما مجموعه 6 ميداليات.

## الميداليات
| ذهب | فضة | برونز | المجموع |
| 4   | 0   | 2     | 6       |

## روابط خارجية
- ديوزو كولتشار على موقع اللجنة الأولمبية الدولية (الإنجليزية)
- ديوزو كولتشار على موقع أوليمبيديا (الإنجليزية)
- ديوزو كولتشار على موقع اللجنة الأولمبية المجرية (الهنغارية)